# Leon Sullivan
Leon Howard Sullivan (* 16. Oktober 1922 in Charleston, West Virginia; † 24. April 2001 in Scottsdale, Arizona) war ein US-amerikanischer Baptistenpastor und Bürgerrechtler.

## Leben
Der Afroamerikaner Leon Sullivan stammte aus ärmlichen Verhältnissen. Er besuchte die Garnet High School für Schwarze in seiner Geburtsstadt Charleston und erhielt 1939 ein Basketball- und Football-Stipendium für das West Virginia State College. Nach einer Fußverletzung war er gezwungen, sich die Studiengebühren durch die Arbeit in einem Stahlwerk selbst zu verdienen. Sullivan wechselte danach auf das Union Theological Seminary in New York City. Während dieser Zeit war er als Hilfsprediger an der Abyssinian Baptist Church in Harlem tätig. Seine aktive Beteiligung an der Bürgerrechtsbewegung begann in den frühen 1940er Jahren. Sullivan half mit, einen Marsch auf Washington, D.C. zu organisieren. Er übersiedelte 1950 nach Philadelphia, wo er die Leitung der Zion Baptist Church übernahm. Er war ein populärer Prediger, dessen Gemeinde rasch wuchs. Sullivan war davon überzeugt, dass Arbeitsplätze entscheidend dafür waren, die Lebensbedingungen von Afroamerikanern zu verbessern. Er organisierte einen Boykott von großen Unternehmen in Philadelphia, die nicht bereit waren, junge Afroamerikaner zu Vorstellungsgesprächen einzuladen. Die Boykottmaßnahmen waren erfolgreich und Martin Luther King lud Sullivan Anfang der 1960er Jahre ein, einen ähnlichen Boykott in Atlanta zu organisieren. Sullivan schuf außerdem ein Ausbildungszentrum für Afroamerikaner, das Opportunities Industrialization Center (OIC), und eine Gründerinitiative für Unternehmen von Afroamerikanern, die Zion Investment Association (ZIA).
In den 1970er Jahren wandte sich Leon Sullivan der Anti-Apartheid-Bewegung zu. Er wurde 1971 als erster Afroamerikaner Vorstandsmitglied von General Motors und versuchte die wirtschaftliche Macht des Unternehmens zu nutzen, um Einfluss auf die Regierung Südafrikas auszuüben. Er veröffentlichte 1977 die Sullivan Principles, einen Verhaltenskodex für in Südafrika aktive amerikanische Unternehmen, der detaillierte Maßnahmen zur Antidiskriminierung umfasste. In den 1980er Jahren war Sullivan ein Mitorganisator der weltweiten Boykottmaßnahmen, in deren Verlauf Unternehmen ihre Aktivitäten in Südafrika einstellten. 1988 ging er als Pastor der Zion Baptist Church in Ruhestand. Mit Adamou Moumouni Djermakoye, dem Botschafter Nigers in den Vereinigten Staaten, organisierte er das erste African-African American Summit in der Elfenbeinküste. Die alle zwei Jahre stattfindende Veranstaltung ist ein Diskussionsforum, das der Verbesserung der Lebensbedingungen in Subsahara-Afrika durch wirtschaftliche Entwicklung, Entschuldung, Industrialisierung, Bildung und Gesundheit gewidmet ist. 1992 wurde Sullivan mit der Presidential Medal of Freedom ausgezeichnet. Nach der Wahl von Nelson Mandela 1994 bemühte er sich um die Ansiedlung ausländischer Unternehmen in Südafrika. Er ließ mit Experten aus Politik und Wirtschaft die Sullivan Principles zu den Global Sullivan Principles of Corporate Social Responsibility ausarbeiten, die 1999 von Kofi Annan vorgestellt wurden. Dabei handelte es sich um weltweit umsetzbare ethische Richtlinien für multinationale Unternehmen, deren Ziele die Förderung von Menschenrechten, sozialer Gerechtigkeit und wirtschaftlicher Fairness sind. In den Vereinigten Staaten verpflichteten sich rund hundert Unternehmen den Zielen der Global Sullivan Principles of Corporate Social Responsibility.

## Schriften
- Build, Brother, Build. Macrae Smith, Philadelphia 1969.
- Alternatives to Despair. Judson Press, Valley Forge 1972.
- Moving Mountains. The Principles and Purposes of Leon Sullivan. Judson Press, Valley Forge 1998, ISBN 0-8170-1289-3.